# Crniče (Bugojno)
Crniče es un pueblo de la municipalidad de Bugojno, en el cantón de Bosnia Central, Bosnia y Herzegovina.

## Superficie
Posee una superficie de 4,44 kilómetros cuadrados.

## Demografía
Hasta 2013 la población era de 223 habitantes, con una densidad de población de 50,2 habitantes por kilómetro cuadrado.